# Качаева, Елена Викторовна
Елена Викторовна Качаева (28 июня 1988) — российская тяжелоатлетка. Чемпионка России 2025 года, двукратный бронзовый призёр чемпионатов России 2018 и 2024 годов. Мастер спорта России.

## Биография
Родилась 28 июня 1988 года. Начала заниматься тяжёлой атлетикой в 2016 году под руководством тренера Владислава Валерьевич Луканина
В декабре 2017 года было присвоено звание «Мастер спорта России».
На чемпионате России по тяжёлой атлетике 2018 года, который состоялся в Ростове-на-Дону, Елена Качаева завоевала бронзовую медаль чемпионата страны в весовой категории свыше 90 кг, с общим весом на штанге по сумме двух упражнений 211 килограммов.
На чемпионате России 2021 года завоевала малую бронзовую медаль в толчке в весовой категории свыше 87 кг с результатом 118 килограммов.
В июле 2024 года на чемпионате России, который состоялся В Новосибирске, Качаева завоевала бронзовую медаль в категории до 87 кг с результатом 209 кг по сумме двух упражнений.
В августе 2025 года на чемпионате России в Санкт-Петербурге в категории свыше 87 кг стала чемпионкой с результатом 229 кг по сумме двоеборья. В отдельных упражнениях завоевала две малые золотые медали.

## Основные результаты
| Год  | Соревнования     | Место проведения | Весовая категория | Рывок, кг | Толчок, кг | Сумма, кг | Место |
| ---- | ---------------- | ---------------- | ----------------- | --------- | ---------- | --------- | ----- |
| 2018 | Чемпионат России | Ростов-на-Дону   | свыше 90 кг       | 91        | 120        | 211       | 3     |
| 2024 | Чемпионат России | Новосибирск      | до 87 кг          | 93        | 116        | 209       | 3     |
| 2025 | Чемпионат России | Санкт-Петербург  | свыше 87 кг       | 99        | 130        | 229       | 1     |